# 関東地方の道路一覧
関東地方の道路一覧（かんとうちほうのどうろいちらん） は、関東地方の道路を関東地方内の地域別に分けた一覧である。

## 解説
- 「超広域」とは、その地域を走り、なおかつ他の地域にまたがって走る道路である。
- 「広域」とは、その地域内の複数の部分にまたがった道路である。地域内で完結している。
- 「未区分」は、地域内の区分が編集されていない。

## 超広域
- E4 東北自動車道（川口JCT - 青森）
- E17 関越自動車道（練馬 - 長岡JCT）
- E18 上信越自動車道（藤岡JCT - 上越JCT）
- E6 常磐自動車道（三郷JCT - 亘理）
- E20 / E19 / E68 / ( E52 ) 中央自動車道（高井戸 - 小牧JCT、大月JCT - 河口湖）
- E1 東名高速道路（東京 - 小牧）
- E1A / E52 / E69 新東名高速道路（海老名南JCT - 新秦野IC、新御殿場IC - 豊田東JCT・他は建設中）
- 国道1号（東京都中央区 - 大阪府大阪市）
- 国道4号（東京都中央区 - 青森県青森市）
- 国道6号（東京都中央区 - 宮城県仙台市）
- 国道17号（東京都中央区 - 新潟県新潟市）
- 国道18号（群馬県高崎市 - 新潟県上越市）
- 国道20号（東京都中央区 - 長野県塩尻市）
- 国道118号（茨城県水戸市 - 福島県会津若松市）
- 国道121号（山形県米沢市 - 栃木県芳賀郡益子町）
- 国道135号（静岡県下田市 - 神奈川県小田原市）
- 国道139号（静岡県富士市 - 東京都西多摩郡奥多摩町）
- 国道140号（埼玉県熊谷市 - 山梨県南巨摩郡富士川町）
- 国道144号（群馬県吾妻郡長野原町 - 長野県上田市）
- 国道146号（群馬県吾妻郡長野原町 - 長野県北佐久郡軽井沢町）
- 国道246号（東京都千代田区 - 静岡県沼津市）
- 国道254号（東京都文京区 - 長野県松本市）
- 国道291号（群馬県前橋市 - 新潟県柏崎市）
- 国道292号（群馬県吾妻郡長野原町 - 新潟県妙高市）
- 国道294号（千葉県柏市 - 福島県会津若松市）
- 国道299号（長野県茅野市 - 埼玉県入間市）
- 国道349号（茨城県水戸市 - 宮城県柴田郡柴田町）
- 国道352号（新潟県柏崎市 - 栃木県河内郡上三川町）
- 国道353号（群馬県桐生市 - 新潟県柏崎市）
- 国道400号（茨城県水戸市 - 福島県耶麻郡西会津町）
- 国道401号（福島県会津若松市 - 群馬県沼田市）
- 国道405号（群馬県吾妻郡中之条町 - 新潟県上越市）
- 国道406号（長野県大町市 - 群馬県高崎市）
- 国道411号（東京都八王子市 - 山梨県甲府市）
- 国道413号（山梨県富士吉田市 - 神奈川県相模原市）
- 国道462号（長野県佐久市 - 群馬県伊勢崎市）

## 広域
- C3 東京外環自動車道（大泉JCT - 高谷JCT）
- E51 東関東自動車道（高谷JCT - 潮来、鉾田 - 茨城町JCT）
- E50 北関東自動車道（高崎JCT - ひたちなか）
- C4 / E66 首都圏中央連絡自動車道（国道468号）
- 国道14号（東京都中央区 - 千葉県千葉市）（京葉道路）
- 国道15号（東京都中央区 - 神奈川県横浜市）
- 国道16号（神奈川県横浜市 - 千葉県富津市）
- 国道50号（群馬県前橋市 - 茨城県水戸市）
- 国道51号（千葉県千葉市 - 茨城県水戸市）
- 国道120号（栃木県日光市 - 群馬県沼田市）
- 国道122号（栃木県日光市 - 東京都豊島区）
- 国道123号（栃木県宇都宮市 - 茨城県水戸市）
- 国道124号（千葉県銚子市 - 茨城県水戸市）
- 国道125号（千葉県香取市 - 埼玉県熊谷市）
- 国道293号（茨城県日立市 - 栃木県足利市）
- 国道298号（埼玉県和光市 - 千葉県市川市）
- 国道354号（群馬県高崎市 - 茨城県鉾田市）
- 国道355号（千葉県香取市 - 茨城県笠間市）
- 国道357号（千葉県千葉市 - 神奈川県横須賀市）
- 国道407号（栃木県足利市 - 埼玉県入間市）
- 国道408号（千葉県成田市 - 栃木県塩谷郡高根沢町）
- 国道409号（神奈川県川崎市 - 千葉県成田市）（東京湾アクアライン）
- 国道461号（栃木県日光市 - 茨城県日立市）
- 国道466号（東京都世田谷区 - 神奈川県横浜市）（第三京浜）
- 国道468号（神奈川県横浜市 - 千葉県木更津市）
- 首都高速湾岸線 (B)（並木 - 高谷JCT）

## 茨城県

### 広域
- 国道245号（茨城県水戸市 - 茨城県日立市）
- E50東水戸道路

### 県道
- 茨城県の県道一覧

### 日立市
- 日立有料道路（県道66号）

### つくば市
- 筑波スカイライン

### ひたちなか市
- E50 常陸那珂有料道路

### 常総市
- 水海道有料道路

## 栃木県

### 広域
- 国道119号（栃木県日光市 - 栃木県宇都宮市）（日光宇都宮道路）

### 県道
- 栃木県の県道一覧

### 有料道路
- E81 日光宇都宮道路

## 群馬県

### 広域
- 国道145号（群馬県吾妻郡長野原町 - 群馬県沼田市）

### 県道
- 群馬県の県道一覧

### 嬬恋村
- 万座ハイウェー（群馬県吾妻郡嬬恋村）
- 鬼押ハイウェー（群馬県吾妻郡嬬恋村＜一部、長野県北佐久郡軽井沢町＞）

## 埼玉県

### 広域
- 国道463号（埼玉県越谷市 - 埼玉県入間市）
- 熊谷東松山道路（埼玉県熊谷市 - 埼玉県比企郡滑川町）
- 皆野寄居バイパス（埼玉県大里郡寄居町 - 埼玉県秩父郡皆野町）

### 県道
- 埼玉県の県道一覧

### さいたま市
- 首都高速埼玉新都心線 (S2)（与野JCT - さいたま見沼）
- 首都高速埼玉大宮線 (S5)（美女木JCT - 与野JCT）

## 千葉県

### 広域
- E14 館山自動車道（蘇我 - 君津）
- E14 富津館山道路（君津 - 南房総市）
- 東総有料道路
- 九十九里有料道路
- 房総スカイライン
- 国道16号E14 京葉道路
- 国道126号（千葉県銚子市 - 千葉県千葉市）（千葉東金道路）
- 国道127号（千葉県館山市 - 千葉県木更津市）（富津館山道路）
- 国道128号（千葉県館山市 - 千葉県千葉市）
- 国道296号（千葉県匝瑳市 - 千葉県船橋市）
- 国道297号（千葉県館山市 - 千葉県市原市）
- 国道356号（千葉県銚子市 - 千葉県我孫子市）
- 国道410号（千葉県館山市 - 千葉県木更津市）
- 国道464号（千葉県松戸市 - 千葉県成田市）
- 国道465号（千葉県茂原市 - 千葉県富津市）

### 県道
- 千葉県の県道一覧

### 千葉市
- E82 千葉東金道路（千葉 - 東金）
- 千葉外房有料道路（千葉 - 茂原）

### 成田市
- E65 新空港自動車道（成田 - 新空港）
- 国道295号（千葉県成田国際空港 - 千葉県成田市）

## 東京都

### 都道
- 東京都の都道一覧

### 都道（首都高速道路）
- 首都高速都心環状線 (C1)
- 首都高速中央環状線 (C2)（板橋JCT - 葛西JCT）
- 首都高速1号上野線（江戸橋JCT - 入谷）
- 首都高速1号羽田線（浜崎橋JCT - 羽田）
- 首都高速2号目黒線（一ノ橋JCT - 戸越）
- 首都高速3号渋谷線（谷町JCT - T用賀）
- 首都高速4号新宿線（三宅坂JCT - 高井戸）
- 首都高速5号池袋線（竹橋JCT - 美女木JCT）（一部埼玉県道）
- 首都高速6号向島線（江戸橋JCT - 堀切JCT）
- 首都高速6号三郷線（小菅JCT - 三郷JCT）
- 首都高速7号小松川線（両国JCT - 谷河内）
- 首都高速9号深川線（箱崎JCT - 辰巳JCT）
- 首都高速10号晴海線（東雲JCT - 豊洲）
- 首都高速11号台場線（芝浦JCT - 有明JCT）
- 首都高速川口線 (S1)（江北 - 川口JCT）
- 首都高速八重洲線 (Y)（神田橋JCT - 汐留JCT）
- 首都高速道路湾岸分岐線（昭和島JCT - 東海JCT）
- 東京高速道路 (KK線)（汐留JCT - 京橋JCT）

### 港区
- 国道130号（東京都東京港 - 東京都港区芝一丁目）

### 大田区
- 国道131号（東京都羽田空港 - 東京都大田区大森東二丁目）

### 八王子市
- 国道16号 - 八王子バイパス
- 新滝山街道（地域高規格道路）

### 青梅市
- 多摩新宿線（未成）
- 多摩川南岸道路

### 町田市
- 国道16号 - 八王子バイパス

### あきる野市
- 新滝山街道（地域高規格道路）

### 瑞穂町
- 国道16号 - 瑞穂バイパス

### 奥多摩町
- 国道139号
- 多摩川南岸道路

## 神奈川県

### 広域
- 国道129号（神奈川県平塚市 - 神奈川県相模原市）
- 国道134号（神奈川県横須賀市 - 神奈川県中郡大磯町）
- 国道255号（神奈川県足柄上郡松田町 - 神奈川県小田原市）
- 国道271号（神奈川県小田原市 - 神奈川県厚木市）（小田原厚木道路）
- 国道412号（神奈川県平塚市 - 神奈川県相模原市藤野町）
- 国道467号（神奈川県大和市 - 神奈川県藤沢市）
- 国道16号E16 横浜横須賀道路
- 逗葉新道
- 箱根ターンパイク大観山線（神奈川県小田原市 - 神奈川県足柄下郡湯河原町）
- 箱根ターンパイク十国線（神奈川県足柄下郡箱根町 - 神奈川県足柄下郡湯河原町）

### 県道
- 神奈川県の県道一覧

### 横浜市
- 国道133号（神奈川県横浜港 - 神奈川県横浜市中区桜木町）
- 首都高速神奈川1号横羽線 (K1)（羽田 - 石川町JCT）
- 首都高速神奈川2号三ツ沢線 (K2)（金港JCT - 三ツ沢）
- 首都高速神奈川3号狩場線 (K3)（本牧JCT - 狩場）
- 首都高速神奈川5号大黒線 (K5)(生麦JCT - 大黒JCT）
- 首都高速神奈川7号横浜北線 (K7)(生麦JCT - 横浜港北JCT)
- 首都高速神奈川7号横浜北西線 (K7)(横浜青葉JCT - 横浜港北JCT)
- 国道1号E83 横浜新道
- 国道16号保土ヶ谷バイパス
- 3環状10放射
  - 環状2号線
  - 環状3号線
  - 環状4号線
  - 都市計画道路横浜藤沢線
  - 都市計画道路羽沢池辺線
  - 都市計画道路山下長津田線
  - 神奈川県道21号横浜鎌倉線（鎌倉街道）
  - 都市計画道路桂町戸塚遠藤線
  - 神奈川県道22号横浜伊勢原線（用田バイパス、長後街道）
  - 都市計画道路日吉元石川線（神奈川県道102号荏田綱島線の全線・神奈川県道13号横浜生田線の一部を含む）
  - 神奈川県道12号横浜上麻生線
  - 都市計画道路横浜逗子線（笹下釜利谷道路の一部を含む）
  - 都市計画道路権太坂和泉線（神奈川県道218号弥生台桜木町線の一部を含む）

### 川崎市
- 国道132号（神奈川県川崎港 - 神奈川県川崎市川崎区宮前町）
- 首都高速神奈川6号川崎線 (K6)（殿町 - 川崎浮島JCT）

### 湯河原町
- 湯河原パークウェイ（神奈川県足柄下郡湯河原町）